# Bludszen (Pillkallen)
Bludszen (1936 bis 1938: Bludschen, 1938 bis 1945: Vierhöfen (Ostpr.)) ist ein (fast) verlassener Ort im Rajon Krasnosnamensk der russischen Oblast Kaliningrad. Auf Satellitenaufnahmen von 2022 ist dort noch ein Haus zu erkennen, das vermutlich zu dem einen Kilometer westlich gelegenen Ort Saosjornoje (Jänischken/Hansruh) gehört. Zwei Kilometer östlich liegt der Ort Fewralskoje (Spullen).

## Geschichte

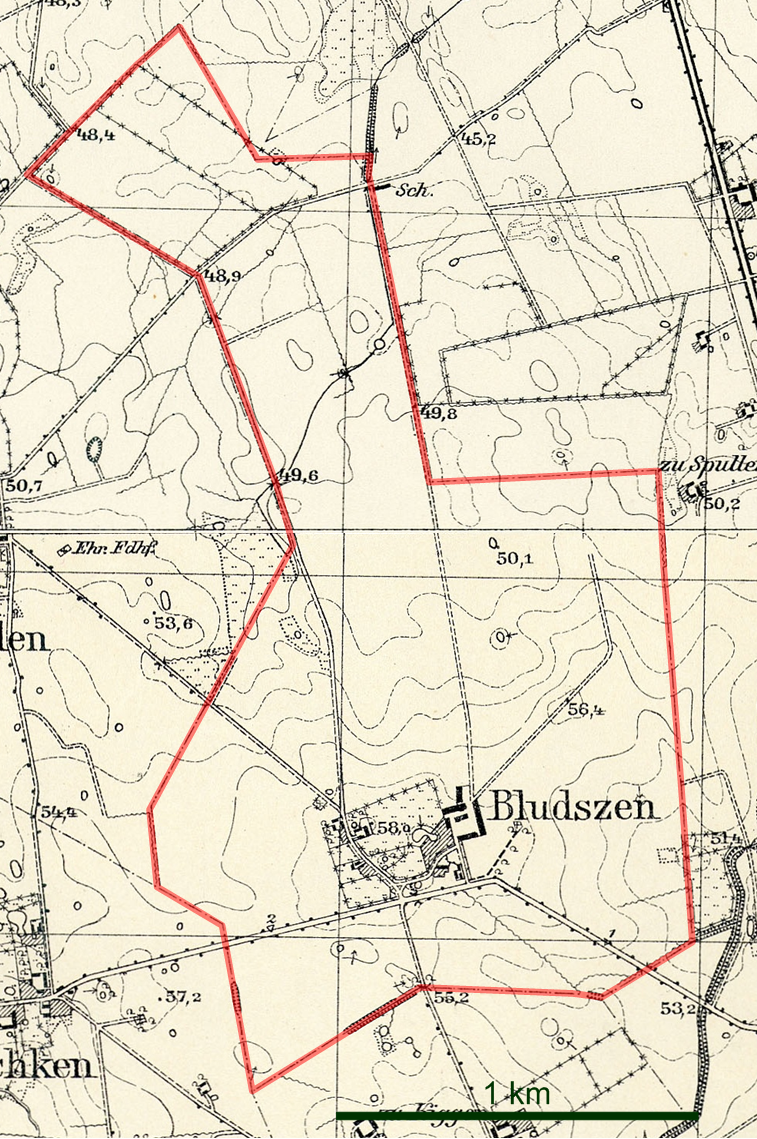
Die Landgemeinde Bludszen auf einem Messtischblatt von 1935

Der Ort wurde im Jahr 1590 als Bludtken ersterwähnt. Um 1780 wurde Bludszen als meliertes Dorf bezeichnet. 1874 wurde die Landgemeinde Bludszen in den neu gebildeten Amtsbezirk Spullen im Kreis Pillkallen eingegliedert. 1936 wurde die Namensschreibweise von Bludszen in Bludschen verändert und 1938 wurde der Ort in Vierhöfen (Ostpr.) umbenannt.
1945 kam der Ort in Folge des Zweiten Weltkrieges mit dem nördlichen Ostpreußen zur Sowjetunion. Einen russischen Namen bekam er nicht mehr. Im zweisprachigen Ortsverzeichnis der Oblast Kaliningrad von 1976 wurde er mit zu Fewralskoje (Spullen) gezählt. Im Regionalatlas der Oblast Kaliningrad von 2004 wird die Ortsstelle Bludszen allerdings zu Saosjornoje gezählt.

### Einwohnerentwicklung
| Jahr | Einwohner |
| ---- | --------- |
| 1867 | 112       |
| 1871 | 89        |
| 1885 | 86        |
| 1905 | 92        |
| 1910 | 95        |
| 1933 | 84        |
| 1939 | 79        |

## Kirche
Bludszen gehörte zum evangelischen Kirchspiel Kussen.